# Поваренное (озеро, Свердловская область)
Поваренное (Рудное, карьер Рудник) — озеро в Ирбитском муниципальном образовании Свердловской области. Расположено на юго-западной окраине  села Рудное.

## География
Озеро расположено западнее автодороги Ирбит — Верхняя Синячиха, отделяющей его от села. Форма озера подковообразная, в середине подковы расположен полуостров.

## Охранный статус
Озеро охраняется как ботанико-гидрологический памятник природы — место произрастания редких видов растений — кувшинки и кубышки. Площадь памятника 5 га.

## История
Озеро представляет собой старинный затопленный карьер, разработка которого начата в 1628 году, когда возле реки Ницы обнаружена железная руда и позднее создан первый на Урале рудник. Там велась добыча болотной руды для созданного рядом Ницинского железоделательного завода.